# Liste der Monuments historiques in Cappel
Die Liste der Monuments historiques in Cappel führt die Monuments historiques in der französischen Gemeinde Cappel auf.

## Liste der Bauwerke
| Bezeichnung | Beschreibung                     | Standort                   | Kennzeichnung | Schutzstatus | Datum | Bild |
| ----------- | -------------------------------- | -------------------------- | ------------- | ------------ | ----- | ---- |
| Quereinhaus | Fachwerk, teilweise massiv, 1708 | 121 rue de la Forêt (Lage) | PA00107063    | Inscrit      | 1992  |      |